# Сардык (деревня)
Сардык — опустевшая деревня в Унинском районе Кировской области.

## География
Располагается на расстоянии примерно 11 км по прямой на юг-юго-запад от райцентра поселка Уни.

## История
Была известна с 1873 года как деревня Сардыкская или Сардык, в которой отмечено дворов 12 и жителей 104, в 1905 19 и 135, в 1926 27 и 117, в 1950 18 и 69, в 1989 году проживал 1 человек . До 2021 года входила в состав Сардыкского сельского поселения до его упразднения. По состоянию на 2020 год опустела.

## Население
Постоянное население  составляло 1 человек (русские 100%) в 2002 году, 1 в 2010.